# Éditions Intervista
 (septembre 2020).
Si vous disposez d'ouvrages ou d'articles de référence ou si vous connaissez des sites web de qualité traitant du thème abordé ici, merci de compléter l'article en donnant les références utiles à sa vérifiabilité et en les liant à la section « Notes et références ».
Créées en 1994[Où ?], les Éditions Intervista  sont axées sur le cinéma avec l'ambition de faire le pont entre la littérature et le cinéma, et de permettre aux lecteurs de passer de l'autre côté du décor. Elles ont publié des livres parlant notamment des films de Luc Besson et des scénarios.
C'est une filiale d'Europacorp (cotée en bourse Euronext).